# Ludger Stühlmeyer
Ludger Stühlmeyer (* 3. říjen 1961, Melle, Dolní Sasko) je německý varhaník, docent a skladatel.

## Životopis
Ludger Stühlmeyer pochází z hudebnické rodiny. První hudební vzdělání získal u klavíristy a skladatele Karla Schäfera, ředitele hudby, a Karla-Heinze Höneho, ředitele hudby na Konzervatoři v Osnabrücku.
Po maturitní zkoušce na Gymnáziu v Melle studoval obor chrámová hudba (Kirchenmusik), stará hudba, hra na varhany a zpěv na vysoké škole v Brémách (Hochschule für Künste), kompozici u Günthera Kretzschmara, Karlheinze Stockhausena a Helgy Jungové. Gregoriánský chorál vystudoval u Luigiho Agustoniho, Godeharda Joppicha a Johannese Berchmanse Göschla.
Na Westfálské Wilhelms-Universität v Münsteru pokračoval ve studiu hudební vědy, filosofie a teologie a zde byl promován na doktora filosofie. Jeho školitelem byl profesor Winfried Schlepphorst. Ludger Stühlmeyer obdržel stipendium od Biskupství v Osnabrücku. Jeho studium proběhlo za podpory několika nadací (Friedrich-Baur-Stiftung, Oberfrankenstiftung a Wolfgang-Siegel-Stiftung).
V roce 1980 se stal kantorem pro biskupství v Osnabrücku a v roce 1988 regionálním kantorem biskupství v Münsteru. Od roku 1994 pracuje jako hlavní kantor města a děkanátu v Hofu (Stadt- und Dekanatskantor) a zároveň je docentem a spolupracovníkem Úřadu pro chrámovou hudbu v Bamberku. Za vynikající umělecké a pedagogické výsledky byl Německým celonárodním Ceciliánským spolkem v roce 2013 jmenován ředitelem hudby (Musikdirektor). S varhanicí Martinou Kolářovou, původem z Chebu, provedl řadu koncertů v rámci česko-německé kulturní spolupráce. 
Stühlmeyer je členem Společnosti Maxe Baumanna, mezinárodní Společnosti Valentina Rathgebera a Mezinárodní společnosti Dietricha Buxtehudeho. Jeho manželka, Barbara Stühlmeyer je teoložka a též absolventka hudební vědy. Jeho dědeček, Heinrich Stühlmeyer, „tichý hrdina odporu proti národnímu socialismu“ byl v roce 1940 uvězněn v táboře Emsland – kvůli své oddanosti církvi a solidaritě s pronásledovanými osobami Třetí říše.
Kompozice Ludgera Stühlmeyera v sobě nesou rysy postmoderny a souznění s osobností autora. Jeho dětská scénická tvorba navazuje na tradici jeho učitele Günthera Kretzschmara, snaží se uchopit postuláty holistické pedagogiky, zachytit dětskou schopnost prožívání, radost ze zpěvu a tvoření.

## Dílo (Výběr)

### Kniha a písmo

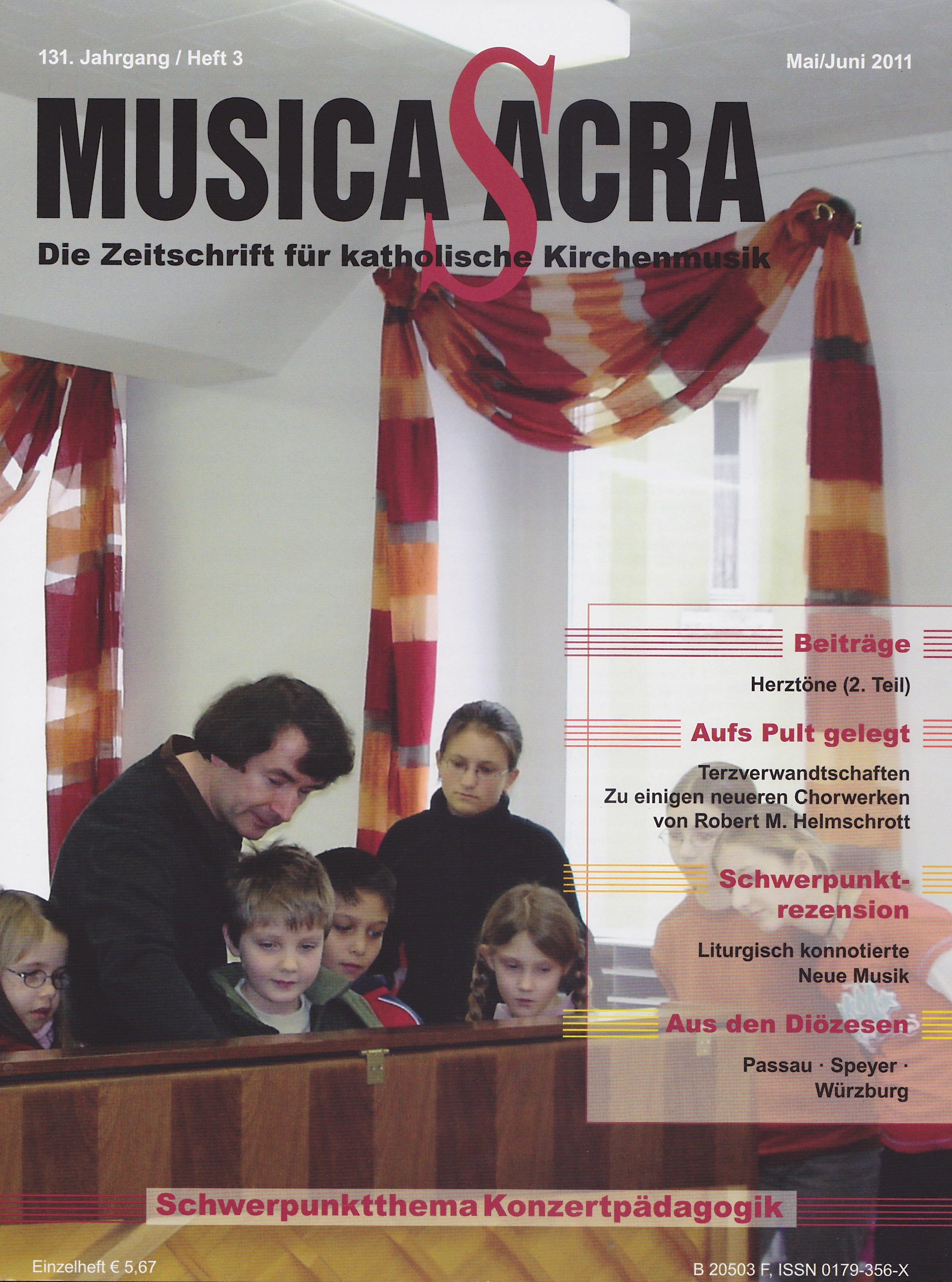
Ludger Stühlmeyer (2011)

- Curia sonans. Die Musikgeschichte der Stadt Hof. Eine Studie zur Kultur Oberfrankens. Heinrichs-Verlag Bamberk 2010, ISBN 978-3-89889-155-4.
- Das Leben singen. Christliche Lieder und ihr Ursprung. Verlag DeBehr Radeberk 2011, ISBN 978-3-939241-24-9.
- Bernhard Lichtenberg. Ich werde meinem Gewissen folgen. Topos plus Verlag Kevelaer 2013, ISBN 978-3-8367-0835-7.
- Konfessionalität und Ökumenizität – Kirchenmusik gestern und heute. V: Abbruch – Umbruch – Aufbruch. Reformation und Ökumene in Mittel- und Oberfranken. Eine Arbeitshilfe zum Lutherjahr. Bamberk 2016, ISBN 978-3-931432-39-3, S. 88–91.
- Johann Valentin Rathgeber. Leben und Werk. Verlag Sankt Michaelsbund Mnichov 2016, ISBN 978-3-943135-78-7.
- Klangrede: Sonnengesang des Franziskus – Echo oder Leitmelodie? Nachdenkliches und Hintergründiges aus der Werkstatt eines Komponisten. V: Stefan Kopp, Joachim Werz (vydavatel): Gebaute Ökumene. Botschaft und Auftrag für das 21. Jahrhundert? Verlag Herder Freiburg im Breisgau 2018, ISBN 978-3-451-38188-1, S. 297–333.

### Kompozice
- Mache dich auf, werde licht, Kantáta, 1989.
- Die Legende von den drei weisen Königen, 1998. Text: Rolf Krenzer.
- Wer glaubt kann widerstehn, 1999. Bernhard-Lichtenberg-Kantáta.
- Quatre pièces pour Orgue: Prélude romantique, Caprice expressionique, Hymne impressionique, Fugue baroque, 2001. Edition Musica Rinata Berlín 2013, ISMN 979-0-50235-058-1.
- Atme in mir, 2002. Text: Svatý Augustin .
- Veni Creator Spiritus, 2011. Text: Rabanus Maurus. V: Cantica nova. Zeitgenössische Chormusik für den Gottesdienst. Chorbuch ACV, Řezno 2012, ISBN 978-3-00-039887-2.
- Atem Gottes hauch mich an, 2013. Text: Dorothee Sölleová.
- Zum Engel der letzten Stunde, 2013. Text: Jean Paul (Das Leben des Quintus Fixlein).
- Johannes-Passion, 2014. Texte: Joh. 18,1–19,42.[4] Berliner Chormusik-Verlag, Berlín 2014, ISMN 979-0-50235-210-3.
- Klangrede – Sonnengesang des Franziskus, 2015. Text: František z Assisi „Suae Sanctitati Papae Francisci dedicat“.[5]
- In dulci jubilo. Aus-Flüge für Querflöte-Solo, 2015. Sonat-Verlag Kleinmachnow 2015, ISMN 979-0-50254-034-0.
- Ave Maria, 2016. Sonat-Verlag Kleinmachnow 2016, ISMN 979-0-50254-085-2.
- Hymn, 2017. Text: Edgar Allan Poe, Moteto (SSAATTBB).
- With hearts reneved, 2017. Text: Jack May. Moteto „Dedicatet to the Westminster Cathedral Choir of London“.
- Gerechter unter den Völkern, 2017. Nešpory. Verlag Sankt Michaelsbund, Mnichov 2017, ISBN 978-3-943135-90-9.
- Super flumina Babylonis, 2019. Introduzione, Scontro, Elegie, Appassionato.
- Du religiniai eilėraščiai, Malda a Dievo meilė, 2020. Text: Jonas Mačiulis (Maironis).
- Zehn Choralfantasien zum Weihnachtsfestkreis, 2020. Ries & Erler, Berlín 2020, ISMN 979-0-50254-149-1.
- Der Weihnachtsstern. Eine sinfonische Dichtung. 2020.
- Una rosa : Fantasie in vier Teilen für Violine solo [Con anima, Intermezzo (Minuetto), Adagio, Allegro assai]. 2021. Ries & Erler, Berlín 2021, ISMN M-013-00153-8.